# 坦基纽
坦基纽是巴西巴伊亚州的一个市镇。总面积215.5平方公里，总人口5403人，人口密度25.1人/平方公里。